# Юніон (округ, Флорида)
Шаблон:StateAbbr_ 30°02′ пн. ш. 82°22′ зх. д. / 30.04° пн. ш. 82.37° зх. д.
Округ Юніон (англ. Union County) — округ (графство) у штаті Флорида, США. Ідентифікатор округу 12125.

## Історія
Округ утворений 1921 року. В окрузі Юніон знаходиться виправна установа Юніон та приймально-медичний центр (ПМЦ). В'язниця Юніон - це в'язниця суворого режиму, в якій знаходиться частина камер смертників штату Флорида. Камера смертників розташована в сусідній в'язниці штату Флорида (FSP) в окрузі Бредфорд. У в'язниці штату Флорида також утримуються деякі засуджені до смертної кари.

## Демографія
За даними перепису 2000 року загальне населення округу становило 13442 осіб, зокрема міського населення було 6428, а сільського — 7014. Серед мешканців округу чоловіків було 8693, а жінок — 4749. В окрузі було 3367 домогосподарств, 2606 родин, які мешкали в 3736 будинках. Середній розмір родини становив 3,13.
Віковий розподіл населення поданий у таблиці:
| Стать    | До 15 років | 15-21 | 22-29 | 30-39 | 40-49 | 50-65 | 65-85 | Понад 85 |
| -------- | ----------- | ----- | ----- | ----- | ----- | ----- | ----- | -------- |
| Чоловіки | 1232        | 658   | 1171  | 2152  | 1790  | 1188  | 477   | 25       |
| Жінки    | 1137        | 544   | 471   | 720   | 698   | 678   | 448   | 53       |

## Суміжні округи
- Бейкер — північ
- Бредфорд — південний схід
- Алачуа — південь
- Колумбія — захід

## Виноски
1. ↑  Reception and Medical Center (RMC). Florida Department of Corrections. Архів оригіналу за 28 липня 2010. Процитовано 28 липня 2010.
2. ↑  U.S. Decennial Census. United States Census Bureau. Архів оригіналу за 12 травня 2015. Процитовано 16 червня 2014.
3. ↑  Historical Census Browser. University of Virginia Library. Архів оригіналу за 11 серпня 2012. Процитовано 16 червня 2014.
4. ↑  Population of Counties by Decennial Census: 1900 to 1990. United States Census Bureau. Процитовано 16 червня 2014.
5. ↑  Census 2000 PHC-T-4. Ranking Tables for Counties: 1990 and 2000 (PDF). United States Census Bureau. Процитовано 16 червня 2014.
6. ↑  State & County QuickFacts. United States Census Bureau. Архів оригіналу за 1 лютого 2016. Процитовано 15 лютого 2014. [Архівовано 2016-02-01 у Wayback Machine.](англ.) Наведено за англійською вікіпедією.
7. ↑  American FactFinder. Бюро перепису населення США. Архів оригіналу за 26 лютого 2012. Процитовано 31 січня 2008. [Архівовано 2008-05-21 у Wayback Machine.]

| США | Це незавершена стаття з географії США. Ви можете допомогти проєкту, виправивши або дописавши її. |